# Liturgiskt språk

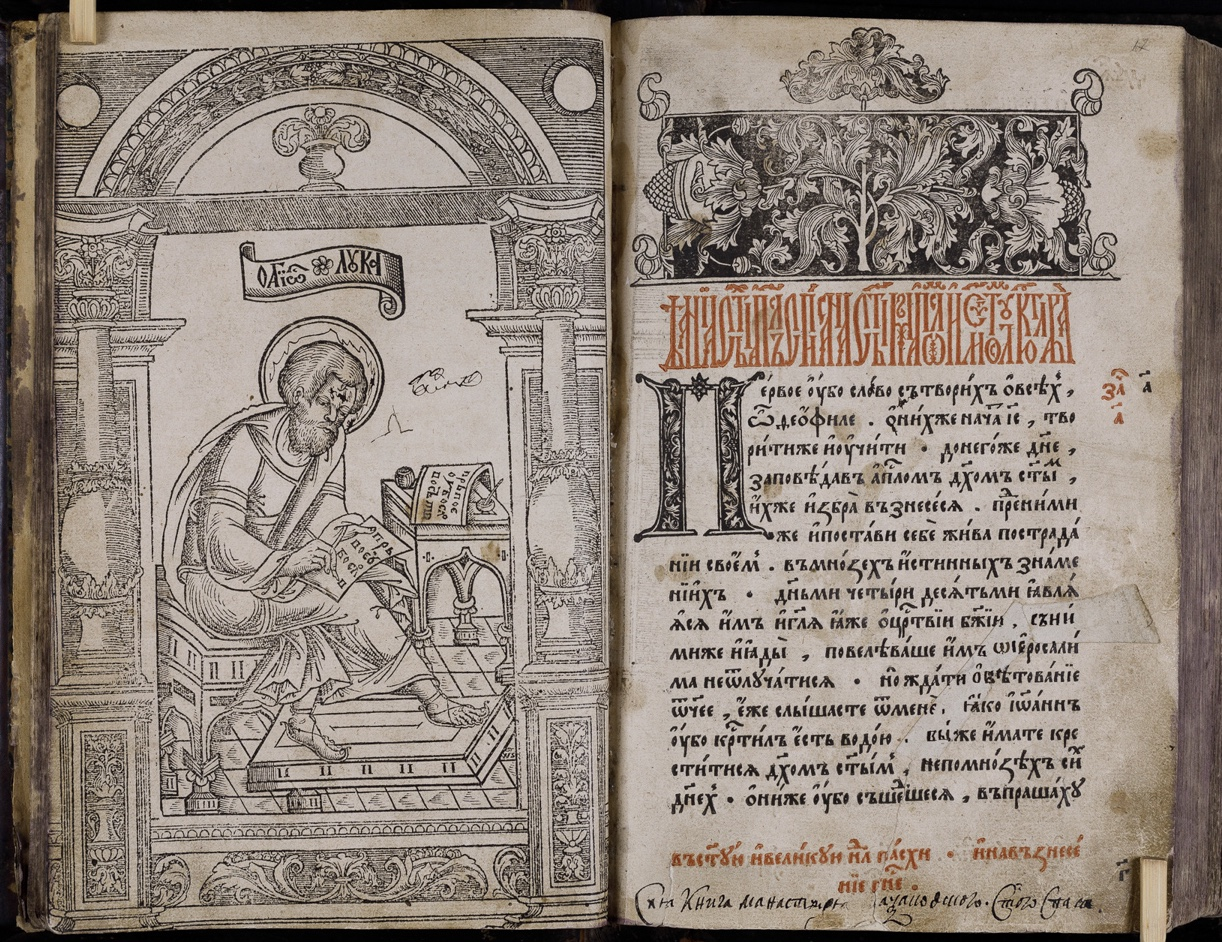
En apostolos från år 1574 skriven på kyrkslaviska.

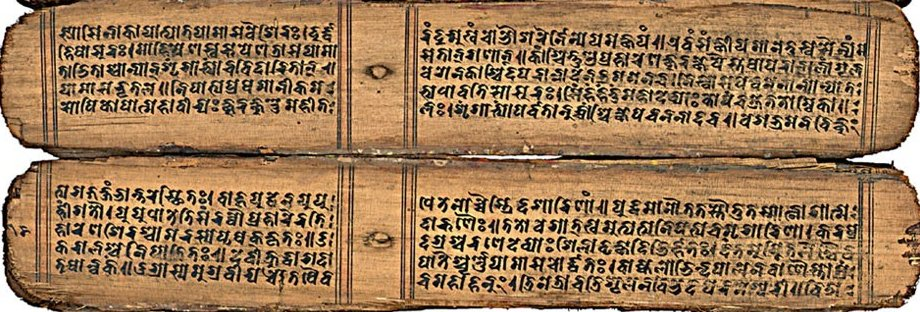
Hinduistisk text från 1000-talet. Skriven på ett palmblad på sanskrit.

Ett liturgiskt språk är ett språk som används i liturgi, det vill säga för religiösa ceremonier. Orsaken till att ett språk är liturgiskt, eller heligt, är oftast det att andra mer vardagliga språk anses att vara opassande vid religiösa ceremonier..

## Buddhism
I buddhism beror det mest centrala språket på riktningen. I tibetansk buddhism används tibetanska som liturgiskt språk. Pali används i theravada-buddhism eftersom Buddha var emot att använda sanskrit som användes av den välutbildade eliten. Sanskrit är oftast hinduismens liturgiska språk eftersom vedaskrifterna ursprungligen är på sanskrit.

## Islam
Arabiska är ett heligt språk i islam eftersom Koranen är på arabiska och muslimer handleds att bedja på arabiska. Språket är ett undantag bland världens liturgiska språk eftersom språket är också ett vardagligt språk och modersmålet för mer än 223 miljoner människor.

## Judendom
Hebreiska har tidigare varit exklusivt ett liturgiskt språk innan det blev Israels officiella språk. Språket är i liturgiskt bruk bland alla judar..

## Kristendom
Kristendomens liturgiska språk beror på dess inriktning: 
| Kyrka/kyrkor                                                                            | Språk                                                         | Källor        |
| --------------------------------------------------------------------------------------- | ------------------------------------------------------------- | ------------- |
| Katolska kyrkan                                                                         | till 1969: latin, därefter folkspråk med latin som alternativ | [ 8 ]         |
| Etiopisk-ortodoxa kyrkan Eritreansk-ortodoxa kyrkan                                     | ge'ez                                                         | [ 9 ] [ 10 ]  |
| Armenisk-katolska kyrkan                                                                | klassiskt armeniska                                           | [ 11 ]        |
| Koptisk-ortodoxa kyrkan Koptisk-katolska kyrkan                                         | koptiska                                                      | [ 12 ]        |
| Östliga ortodoxa kyrkor (slaviska kyrkorna) Östliga katolska kyrkor (slaviska kyrkorna) | kyrkslaviska                                                  | [ 13 ]        |
| Anglikanska kyrkor Protestantiska kyrkor                                                | folkspråk                                                     | [ 14 ] [ 15 ] |